# Nowe Gierałty
Nowe Gierałty – wieś w Polsce położona w województwie podlaskim, w powiecie wysokomazowieckim, w gminie Szepietowo.
W latach 1975–1998 miejscowość administracyjnie należała do województwa łomżyńskiego.
Wierni kościoła rzymskokatolickiego należą do parafii św. Anny w Dąbrówce Kościelnej.

## Historia
W roku 1577 szlachetny Jakub Gierałtowski, z innemi cześnikami swemi i z imienia Gierałtów zapłacił poboru z włók 8 szlacheckich po gr 12.
W 1673 r. w 11 gospodarstwach zamieszkiwało 39 dorosłych osób. Wymieniono: 6 rodzin Gierałtowskich, 3 rodziny Pruszyńskich, Sobocińskiego i Jabłońskiego.
W 1716 i 1736 wzmiankowany Piotr Srzednicki.
W roku 1827 w miejscowości 7 domów i 38 mieszkańców, a w 1834 r. 103 mieszkańców.
W 1867: wieś liczyła 7 osad i 142 morgi powierzchni, folwark 114 morgów. Pod koniec XIX w. miejscowość w powiecie mazowieckim, gmina Szepietowo, parafia Dąbrówka Kościelna. Osad 7 i 142 mieszkańców.
W roku 1921 Gierałty Nowe. Naliczono tu 20 budynków z przeznaczeniem mieszkalnym oraz 130 mieszkańców (62 mężczyzn i 68 kobiet). Narodowość polską podało 129 osób, a białoruską 1.
W latach 1954–1972 miejscowość wchodziła w skład Gromady Dąbrówka Kościelna.

## Obiektyzabytkowe
- dom murowany z roku 1931[12]

## Współcześnie
- Położenie wsi
  - od zachodu – Szepietowo-Wawrzyńce
  - od północy – Szepietowo
  - od wschodu – Dąbrówka Kościelna

Kilometr na wschód od miejscowości znajduje się droga krajowa nr 66.
Wieś typowo rolnicza. Produkcja roślinna podporządkowana hodowli krów i produkcji mleka.

## Galeria

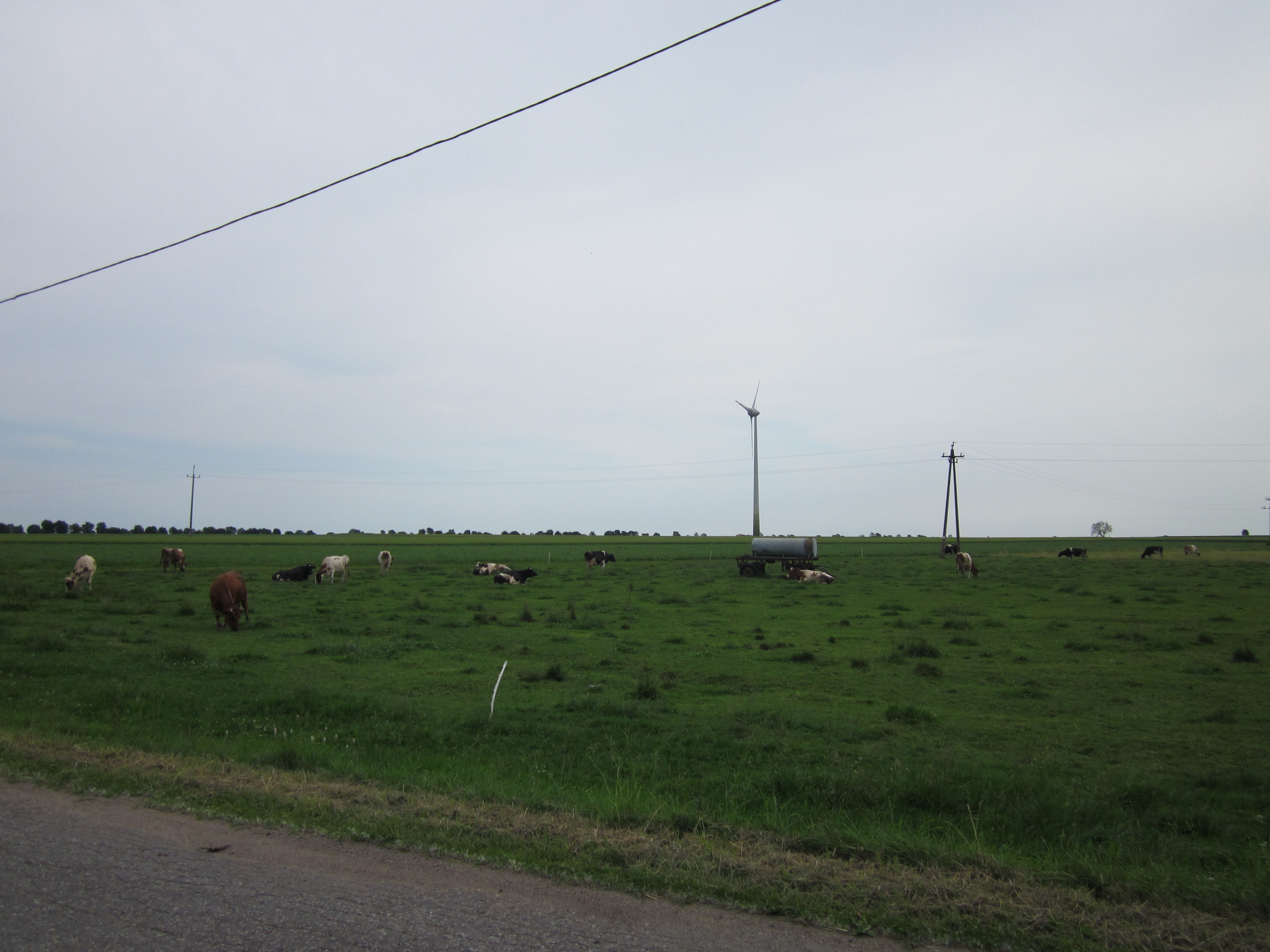
Krowy na łące
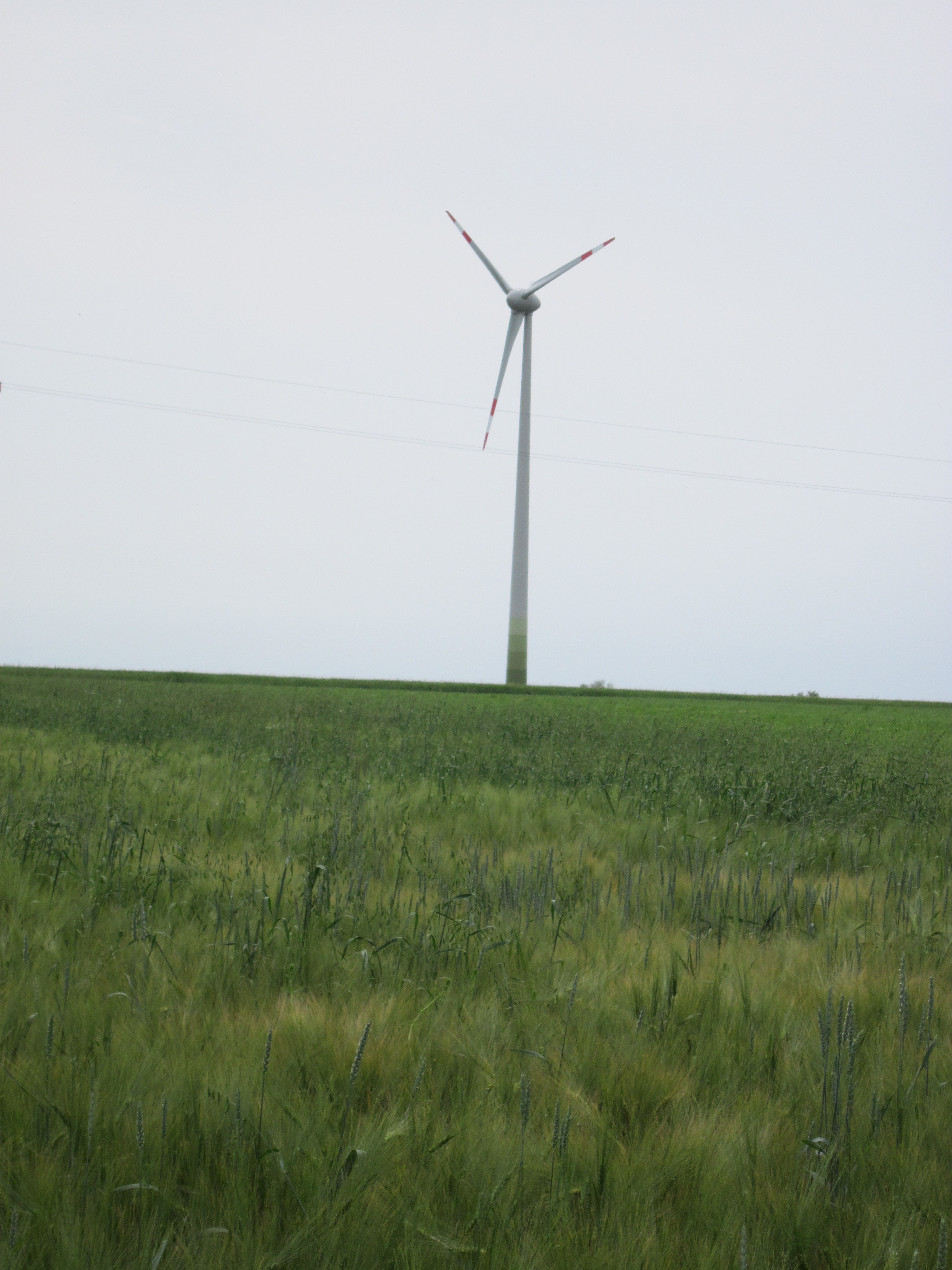
Turbina wiatrowa